# Quần vợt tại Thế vận hội Mùa hè 2020 - Đôi nam nữ
Nội dung đôi nam nữ quần vợt Thế vận hội Mùa hè 2020 diễn ra tại Ariake Coliseum từ ngày 28 tháng 7 đến ngày 1 tháng 8 năm 2021. Có tổng cộng 16 đội tham gia tranh tài.
Anastasia Pavlyuchenkova và Andrey Rublev, đại diện cho Ủy ban Olympic Nga, giành được huy chương vàng, đánh bại đôi đồng hương Elena Vesnina và Aslan Karatsev trong trận chung kết, 6–3, 6–7(5–7), [13–11]. Đôi Úc Ashleigh Barty và John Peers giành được huy chương đồng, sau khi đôi Serbia Nina Stojanović và Novak Djokovic rút lui trước trận tranh huy chương đồng. Đây là huy chương đầu tiên của Nga và Úc ở nội dung đôi nam nữ môn quần vợt.
Bethanie Mattek-Sands và Jack Sock là đương kim vô địch, nhưng Sock không vượt qua vòng loại Thế vận hội ở Tokyo. Mattek-Sands đánh cặp với Rajeev Ram, nhưng thua ở vòng 1 trước Laura Siegemund và Kevin Krawietz.

## Lịch thi đấu
Nội dung diễn ra trong 5 ngày, Thứ Tư ngày 28 tháng 7 đến Chủ Nhật ngày 1 tháng 8 năm 2021.
| Tháng 7   | Tháng 7 | Tháng 7 | Tháng 7                    | Tháng 8                    |
| 28        | 29      | 30      | 31                         | 1                          |
| 11:00     | 15:00   | 15:00   | 15:00                      | 15:00                      |
| --------- | ------- | ------- | -------------------------- | -------------------------- |
| Vòng 1/16 | Tứ kết  | Bán kết | Trận tranh huy chương đồng | Trận tranh huy chương vàng |

Theo Giờ tiêu chuẩn Nhật Bản (UTC+9)

## Hạt giống
01.    Kristina Mladenovic (FRA) /  Nicolas Mahut (FRA) (Vòng 1)
02.    Maria Sakkari (GRE) /  Stefanos Tsitsipas (GRE) (Tứ kết)
03.    Bethanie Mattek-Sands (USA) /  Rajeev Ram (USA) (Vòng 1)
04.    Anastasia Pavlyuchenkova (ROC_2020) /  Andrey Rublev (ROC_2020) (Vô địch, huy chương vàng)

## Kết quả

### Từ viết tắt
| - Q = Vòng loại - WC = Đặc cách - LL = Thua cuộc may mắn - Alt = Thay thế - SE = Miễn đặc biệt | - PR = Bảo toàn thứ hạng - w/o = Thắng nhờ đối thủ rút lui trước trận đấu - r = Bỏ cuộc giữa trận đấu - d = Bị xử thua - SR = Xếp hạng đặc biệt |

### Chung kết
|  | Vòng 1/16 | Vòng 1/16                                         | Vòng 1/16 | Vòng 1/16 | Vòng 1/16 |  |  | Tứ kết | Tứ kết                                            | Tứ kết | Tứ kết                                | Tứ kết |   |      | Bán kết | Bán kết                                           | Bán kết | Bán kết                                           | Bán kết |    |      | Chung kết (Trận tranh huy chương vàng) | Chung kết (Trận tranh huy chương vàng) | Chung kết (Trận tranh huy chương vàng) | Chung kết (Trận tranh huy chương vàng) | Chung kết (Trận tranh huy chương vàng) |  |
|  |           |                                                   |           |           |           |  |  |        |                                                   |        |                                       |        |   |      |         |                                                   |         |                                                   |         |    |      |                                        |                                        |                                        |                                        |                                        |  |
|  | 1         | K Mladenovic (FRA) · N Mahut (FRA)                | 4         | 2         |           |  |  |        |                                                   |        |                                       |        |   |      |         |                                                   |         |                                                   |         |    |      |                                        |                                        |                                        |                                        |                                        |  |
|  |           | E Vesnina (ROC_2020) · A Karatsev (ROC_2020)      | 6         | 6         |           |  |  |        | E Vesnina (ROC_2020) · A Karatsev (ROC_2020)      | 6      | 6                                     |        |   |      |         |                                                   |         |                                                   |         |    |      |                                        |                                        |                                        |                                        |                                        |  |
|  | Alt       | F Ferro (FRA) · P-H Herbert (FRA)                 | 3         | 63        |           |  |  |        | I Świątek (POL) · Ł Kubot (POL)                   | 4      | 4                                     |        |   |      |         |                                                   |         |                                                   |         |    |      |                                        |                                        |                                        |                                        |                                        |  |
|  |           | I Świątek (POL) · Ł Kubot (POL)                   | 6         | 7         |           |  |  |        |                                                   |        |                                       |        |   |      |         | E Vesnina (ROC_2020) · A Karatsev (ROC_2020)      | 7       | 7                                                 |         |    |      |                                        |                                        |                                        |                                        |                                        |  |
|  | 3         | B Mattek-Sands (USA) · R Ram (USA)                | 4         | 7         | [8]       |  |  |        |                                                   |        | N Stojanović (SRB) · N Djokovic (SRB) | 64     | 5 |      |         |                                                   |         |                                                   |         |    |      |                                        |                                        |                                        |                                        |                                        |  |
|  |           | L Siegemund (GER) · K Krawietz (GER)              | 6         | 5         | [10]      |  |  |        | L Siegemund (GER) · K Krawietz (GER)              | 1      | 2                                     |        |   |      |         |                                                   |         |                                                   |         |    |      |                                        |                                        |                                        |                                        |                                        |  |
|  |           | N Stojanović (SRB) · N Djokovic (SRB)             | 6         | 6         |           |  |  |        | N Stojanović (SRB) · N Djokovic (SRB)             | 6      | 6                                     |        |   |      |         |                                                   |         |                                                   |         |    |      |                                        |                                        |                                        |                                        |                                        |  |
|  |           | L Stefani (BRA) · M Melo (BRA)                    | 3         | 4         |           |  |  |        |                                                   |        |                                       |        |   |      |         | E Vesnina (ROC_2020) · A Karatsev (ROC_2020)      | 3       | 7                                                 | [11]    |    |      |                                        |                                        |                                        |                                        |                                        |  |
|  |           | Y Shvedova (KAZ) · A Golubev (KAZ)                | 3         | 63        |           |  |  |        |                                                   |        |                                       |        |   |      |         |                                                   | 4       | A Pavlyuchenkova (ROC_2020) · A Rublev (ROC_2020) | 6       | 65 | [13] |                                        |                                        |                                        |                                        |                                        |  |
|  | ITF       | E Shibahara (JPN) · B McLachlan (JPN)             | 6         | 7         |           |  |  | ITF    | E Shibahara (JPN) · B McLachlan (JPN)             | 5      | 7                                     | [8]    |   |      |         |                                                   |         |                                                   |         |    |      |                                        |                                        |                                        |                                        |                                        |  |
|  |           | D Jurak (CRO) · I Dodig (CRO)                     | 7         | 4         | [9]       |  |  | 4      | A Pavlyuchenkova (ROC_2020) · A Rublev (ROC_2020) | 7      | 60                                    | [10]   |   |      |         |                                                   |         |                                                   |         |    |      |                                        |                                        |                                        |                                        |                                        |  |
|  | 4         | A Pavlyuchenkova (ROC_2020) · A Rublev (ROC_2020) | 5         | 6         | [11]      |  |  |        |                                                   |        |                                       |        |   |      | 4       | A Pavlyuchenkova (ROC_2020) · A Rublev (ROC_2020) | 5       | 6                                                 | [13]    |    |      | Trận tranh huy chương đồng             | Trận tranh huy chương đồng             | Trận tranh huy chương đồng             | Trận tranh huy chương đồng             | Trận tranh huy chương đồng             |  |
|  |           | A Barty (AUS) · J Peers (AUS)                     | 6         | 7         |           |  |  |        |                                                   |        | A Barty (AUS) · J Peers (AUS)         | 7      | 4 | [11] |         |                                                   |         |                                                   |         |    |      |                                        |                                        |                                        |                                        |                                        |  |
|  |           | N Podoroska (ARG) · H Zeballos (ARG)              | 1         | 63        |           |  |  |        | A Barty (AUS) · J Peers (AUS)                     | 6      | 4                                     | [10]   |   |      |         |                                                   |         |                                                   |         |    |      |                                        | N Stojanović (SRB) · N Djokovic (SRB)  |                                        |                                        |                                        |  |
|  |           | G Dabrowski (CAN) · F Auger-Aliassime (CAN)       | 3         | 4         |           |  |  | 2      | M Sakkari (GRE) · S Tsitsipas (GRE)               | 4      | 6                                     | [6]    |   |      |         | A Barty (AUS) · J Peers (AUS)                     | w/o     |                                                   |         |    |      |                                        |                                        |                                        |                                        |                                        |  |
|  | 2         | M Sakkari (GRE) · S Tsitsipas (GRE)               | 6         | 6         |           |  |  |        |                                                   |        |                                       |        |   |      |         |                                                   |         |                                                   |         |    |      |                                        |                                        |                                        |                                        |                                        |  |